# Tököl
Tököl – miasto na Węgrzech, w Komitacie Pest, w powiecie Ráckeve, leżące na wyspie Czepel na Dunaju.